# Johann Passler
Johann Passler, né le 18 août 1961 à Rasun-Anterselva, est un biathlète italien, double médaillé de bronze aux Jeux olympiques d'hiver de 1988 et deux fois champion du monde de relais.

## Biographie
Policier dans sa ville Antholz, il participe à ses premières courses dans la Coupe du monde lors de la saison 1981-1982. Il y monte sur ses premiers podiums en 1983 à Holmenkollen. Puis, aux Championnats du monde 1985 à Ruhpolding, il prend la médaille de bronze au sprint. Mis à part une médaille de bronze en relais aux Championnats du monde 1986, il doit attendre l'hiver 1987-1988 pour retrouver le haut des classements, gagnant l'individuel d'Anterselva (Antholz), sa ville natale, malgré quatre fautes au tir. Ensuite, aux Jeux olympiques de Calgary, il gagne la médaille de bronze à l'individuel, remporté par Frank-Peter Rötsch, puis au relais avec Werner Kiem, Gottlieb Taschler et Andreas Zingerle. Il se classe alors troisième du classement général de la Coupe du monde, son meilleur en carrière. En 1989, il se classe quatrième du sprint des Mondiaux et gagne sa deuxième manche de Coupe du monde au sprint d'Östersund. En 1990, Passler est en retrait dans les classements individuels de Coupe du monde, mais remporte son premier titre de champion du monde de relais à Kontiolahti.
En 1993, il remporte son deuxième titre mondial en relais et sa dernière médaille en compagnie de Wilfried Pallhuber, Pieralberto Carrara et Andreas Zingerle. Il gagne sa troisième course individuelle en Coupe du monde cet hiver au sprint d'Antholz.
Après un dernier podium individuel en 1995 à Lillehammer, il dispute sa dernière course dans l'élite en 1996 à Antholz, avant de gagner la Coupe d'Europe.

## Palmarès

### Jeux olympiques d'hiver
| Épreuve / Édition   | Individuel                          | Sprint | Relais                              |
| ------------------- | ----------------------------------- | ------ | ----------------------------------- |
| JO 1988 Calgary     | Médaille de bronze, Jeux olympiques | 8e     | Médaille de bronze, Jeux olympiques |
| JO 1992 Albertville | 7e                                  | 15e    | 4e                                  |
| JO 1994 Lillehammer | -                                   | 13e    | 6e                                  |

Légende :
- : troisième place, médaille de bronze
- — : pas de participation à l'épreuve

### Championnats du monde
| Épreuve     | 1982 à Minsk                     | 1983 à Antholz                   | 1985 à Ruhpolding                  | 1986 à Oslo                        | 1987 à Lake Placid               | 1989 à Feistritz | 1990 à Minsk, Oslo et Kontiolahti | 1991 à Lahti | 1992 à Novossibirsk           | 1993 à Borovets               | 1995 à Antholz |
| ----------- | -------------------------------- | -------------------------------- | ---------------------------------- | ---------------------------------- | -------------------------------- | ---------------- | --------------------------------- | ------------ | ----------------------------- | ----------------------------- | -------------- |
| Individuel  | 27e                              | 11e                              | -                                  | 7e                                 | 19e                              | 12e              | -                                 | -            | Jeux olympiques d'Albertville | 17e                           | -              |
| Sprint      | 20e                              | 6e                               | Médaille de bronze, Coupe du Monde | 4e                                 | 31e                              | 4e               | 10e                               | 22e          | Jeux olympiques d'Albertville | 11e                           | -              |
| Relais      | 5e                               | 10e                              | 8e                                 | Médaille de bronze, Coupe du Monde | 8e                               | 4e               | Médaille d'or, Coupe du Monde     | 4e           | Jeux olympiques d'Albertville | Médaille d'or, Coupe du Monde | -              |
| Par équipes | Épreuve inexistante à cette date | Épreuve inexistante à cette date | Épreuve inexistante à cette date   | Épreuve inexistante à cette date   | Épreuve inexistante à cette date | -                | 9e                                | -            | 8e                            | -                             | 10e            |

### Coupe du monde
- 3e du classement général en 1988.
- 12 podiums individuels[2] : 3 victoires, 3 deuxièmes places et 6 troisièmes places.
- 5 victoires en relais.

#### Liste des victoires
3 victoires (2 en sprint et 1 à l'individuel)
| Saison             | Date            | Lieu                | Discipline       |
| ------------------ | --------------- | ------------------- | ---------------- |
| 1987–88 1 victoire | 23 janvier 1988 | Antholz-Anterselva  | 20 km individuel |
| 1988–89 1 victoire | 11 mars 1989    | Östersund           | 10 km sprint     |
| 1992–93 1 victoire | 16 janvier 1993 | Ridnaun-Val Ridanna | 10 km sprint     |

### National
- 4 titres individuels de champion d'Italie : 2 a l'individuel et 2 en sprint[1].